# 意思能力
意思能力（いしのうりょく）とは、意思表示などの法律上の判断において自己の行為の結果を判断することができる能力（精神状態・精神能力）。

## 概説
私的自治の原則の基本理念は自己の意思に基づいた権利義務関係の形成の尊重にあるとされ、行為の意味を理解できない状態でなされた言動に意思表示の効力を認めることは適当ではなく民法の基本的な法理となっている。
ドイツ民法105条2項は「意識喪失の状態または精神活動の一時的障害の状態の下でした意思表示」を無効とするなど、多くの国でこのような規定が民法に定められている。
日本でも判例（大判明治38年5月11日民録11輯706頁）や学説によって意思無能力者の法律行為は無効とされてきたが、民法などの実定法には具体化されていなかった。しかし、高齢化社会の進展から意思能力の考え方が重要性を増してきたため規定の新設が検討された。その結果、民法の一部を改正する法律（平成29年法律第44号）で民法に第3条の2が追加され「法律行為の当事者が意思表示をした時に意思能力を有しなかったときは、その法律行為は、無効とする。」と定められた。
意思能力の有無は、問題となる意思表示や法律行為ごとに個別に判断される。一般的には、10歳未満の幼児や泥酔者、重い精神病や認知症にある者には、意思能力がないとされる。
なお、意思能力を有しなかった者は相手方に対して現に利益を受けている限度で原状回復義務を負うにとどまる旨も明文化された（民法121条の2第3項）。

## 行為能力との比較
意思表示あるいは法律行為の有効性に関する民法上の概念としては、意思能力のほかに、行為能力があり、立証方法やそれを欠く場合の法的効果が異なる。
行為能力とは、単独で有効に法律行為をなし得る地位または資格のことをいう。行為能力が制限される者のことを制限行為能力者という。かつては行為無能力者あるいは制限能力者と呼称されていた。制限行為能力者は民法に定められており具体的には未成年者、成年被後見人、被保佐人、同意権付与の審判（民法17条第1項の審判）を受けた被補助人を指す（民法20条第1項）。なお、同意権付与の審判を受けず代理権付与の審判（民法876条の9）のみを受けている被補助人は制限行為能力者ではない（民法20条第1項の定義参照）。
行為能力の制度は法律行為時の判断能力が不十分であると考えられる者を保護するために設けられたものである。そもそも意思能力のない者による法律行為は無効とされるのであるが、法律行為の当事者が事後において行為時に意思能力が欠如していたことを証明することは容易でない。また、行為時の意思無能力が証明された場合には法律行為が無効となるので、その法律行為が無効となることを予期しなかった相手方にとっては不利益が大きい。そこで、民法は意思能力の有無が法律行為ごとに個別に判断されることから生じる不都合を回避し、類型的にみて法律行為における判断能力が十分ではない者を保護するため、これらの者が単独で有効に法律行為をなし得る能力（行為能力）を制限して制限行為能力者とし、その原因や程度により未成年者、成年被後見人、被保佐人、被補助人に類型化した上で、それぞれの判断能力に応じて画一的な基準により法律行為の効果を判断できるようにしたのである。そして、制限行為能力者にそれぞれ保護者を付して取消権などの権限を認め、制限行為能力者の利益となるよう適切に判断することが期待されている。保護者は具体的には、未成年者の場合には親権者又は未成年後見人、成年被後見人の場合には成年後見人、被保佐人の場合には保佐人、被補助人の場合には補助人である。
意思能力のない者による法律行為は無効とされるのに対し、未成年者、被保佐人、同意権付与の審判を受けた被補助人が、それぞれの保護者（法定代理人、保佐人、補助人）の同意を得ずにした一定の法律行為は取り消すことができるものとされ、また、成年被後見人の行為は、その保護者（成年後見人）の同意があった場合であっても取り消すことができるのが原則である。
なお、婚姻、縁組、認知、遺言など、一定の身分法上の法律行為（身分行為）については、行為能力制度（制限行為能力者制度）の適用はないものと解されている。そもそも行為能力制度（制限行為能力者制度）は制限行為能力者の取引の安全を図ることを目的としており、また、身分法上の法律行為は本人の意思を尊重する要請が強く（代理になじみにくい）、類型的にみて身分法上の法律行為は財産法上の法律行為ほど要求される判断能力は高くないものと解されているからである。一般に身分行為に必要とされる判断能力は15歳程度の判断能力が基準とされている。遺言能力については民法上に規定がある（961条・962条参照）。
| 意思能力                                                                                |      | 行為能力 |
| --------------------------------------------------------------------------------------- | ---- | --- |
| 意思能力のない者（意思無能力者）の法律行為は無効 （参照：不確定的無効、取消的無効）     | 効果 | 行為能力の制限された者（制限行為能力者）の法律行為は取り消しうる （取り消されるまでは有効）。               |
| 問題となる行為ごとに行為者の年齢、状態、行為の状況など 実質的な観点からその有無を立証。 | 証明 | 行為が民法に定められた制限行為能力者の取り消すことができる行為に該当するか否かという 形式的な観点から立証。 |